# Couthuin Airport
Couthuin Airport var en flygplats utanför Héron i Belgien.